# Федиенко, Александр Павлович
Александр Павлович Федиенко (укр. Олександр Павлович Федієнко; род. 20 апреля 1972 года, Киев) — председатель правления Интернет-ассоциации Украины. Федиенко является экспертом по вопросам кибербезопасности, телекоммуникаций, ИТ и информационной безопасности.
Народный депутат Украины IX созыва.

## Биография
1998 — окончил радиотехнический факультет Киевского политехнического института (специальность «Конструирование и технология радиоэлектронных средств»). 2005 — получил квалификацию «Организация комплексной безопасности объектов информационной деятельности» в Национальном авиационном университете.
Директор ООО «ИМК».
Он работал электромехаником и инженером, занимал руководящие должности в различных компаниях.

## Политическая деятельность
Кандидат в народные депутаты от партии «Слуга народа» на парламентских выборах 2019 года, № 92 в списке. На время выборов: директор ООО «ИМК», беспартийный. Проживает в Киеве.
Народный депутат, заместитель председателя Комитета Верховной Рады по вопросам цифровой трансформации, председатель подкомитета цифровой инфраструктуры, электронных коммуникаций и смарт-инфраструктуры.

## Награды
- Благодарность Председателя Службы безопасности Украины[8],
- Благодарность Главного управления разведки Министерства обороны Украины[8],
- Отличие за волонтерскую деятельность «За бескорыстное служение Родине»[8].